# Handelshogeschool van Umeå
De Handelshogeschool van Umeå (Zweeds:Handelshögskolan vid Umeå Universitet) is een handelshogeschool aan de Universiteit van Umeå in de provincie Västerbottens län in Zweden.
Momenteel studeren ongeveer 2000 studenten aan de USBE. De school biedt een bacheloropleiding, vier graduaatopleidingen (civilekonomprogram), zeven masteropleidingen (inclusief het Erasmus Mundus Master Program in Strategic Project Management) en doctoraatsopleidingen. De master- en doctoraatsopleidingen worden volledig in het Engels gegeven waardoor er, onder andere via uitwisselingsprojecten heel wat internationale studenten zijn.

## Onderzoek
Binnen de school wordt economisch onderzoek uitgevoerd, gericht op het bedrijfsleven en de samenleving. Het onderzoek is onder meer gericht op een aantal thematische gebieden, zoals het gebruik van milieuvriendelijke hulpbronnen, de natuurlijke industriële dynamiek en de financiële economie. Specifieke diensten omvatten:
- Ondernemerschap
- Bedrijfsbeheer
- Marketing
- Boekhouding en financiën

Daarnaast is er een centrum voor "digitale business" dat wordt beheerd in samenwerking met de afdeling Informatica aan de Universiteit van Umeå.

## Internationale samenwerkingen
USBE werkt samen met een 70-tal universiteiten en hogescholen wereldwijd, onder andere:
| - Norwegian School of Management -BI - Norges Handelshögskola -NHH - Kingston University London - Helsinki School of Economics - Copenhagen Business School | - Katholieke Universiteit Leuven - School of Management, Fudan University, Shanghai - Euromed Marseille, École de Management - ICN School of Management | - Politecnico di Milano - Universität Zürich - Europese Hogeschool, Brussel - Universiteit van São Paulo - Svenska Handelshögskolan |

## Rectoren
- 1989-1993 Rolf A Lundin
- 1993-1994 Carl Fredriksson
- 1995-1997 Runo Axelsson
- 1997-1999 Anders Baudin
- 2000-2003 Anders Söderholm
- 2004-2007 Agneta Marell
- 2007-2012 Lars Lindberg
- 2012-heden Lars Hassel